# Bund Deutscher Militäranwärter
Der Bund Deutscher Militäranwärter war eine Interessenvertretung der deutschen Militäranwärter.

## Geschichte
Er wurde 1904 gegründet und geht zurück auf den 1893 ins Leben gerufenen Militäranwärter- und Invalidenverein Berlin und Umgegend. 1905 umfasste der Verband bereits 36.000 Mitglieder und wuchs bis 1914 auf 74.000 Mitglieder an.